# Saint-Georges, Gers
Saint-Georges är en kommun i departementet Gers i regionen Occitanien i sydvästra Frankrike. Kommunen ligger i kantonen Cologne som tillhör arrondissementet Auch. År 2022 hade Saint-Georges 195 invånare.

## Befolkningsutveckling
Antalet invånare i kommunen Saint-Georges
Referens:INSEE